# Прапор КАРІКОМ
Прапор CARICOM — офіційний прапор Карибського співтовариства та спільного ринку (CARICOM)  .

## Символи
Дві смуги на прапорі символізують небо і море, а жовте коло - сонце, в центрі якого знаходяться ініціали CC, які ми читаємо як - англ. Caribbean Community (Карибське співтовариство)  .

## Історія
Проєкт прапору був схвалений на Четвертій конференції глав урядів, що відбулася в Порт-оф-Спейн, Тринідад і Тобаго, у липні 1983 року. Оригінальний проєкт був виконаний дизайнерською фірмою Winart у Джорджтауні, Гаяна. Прапор вперше був використаний на П'ятій конференції глав урядів, що відбулася в Нассау, Багамські Острови, у липні 1984 року.

## Зовнішні посилання
- Прапор КАРІКОМ на прапорах (англ.)